# ネーション
ネーション、ネイション（英語: nation）は、国民・国家（国民国家）・民族のこと。本記事では、主として「民族」としてのネイションについて記述する。

## 概要

### 「民族」の主要な定義
「民族」の定義には、
1. 言語・文化・風習・血統・共同体意識などを指標とする「本質論（原初主義）」
2. 産業化・近代化に直面したある国・社会において「ナショナリズムの運動」によって作り出されたとする「構築論（道具主義）」
3. 両者を折衷したもの

の３種に大別される。
１.「本質論（原初主義）」は、Ethnic groupという概念の定義として、人類学・民族学・文化人類学などの分野で使用される。また「折衷論」において、「民族（ネイション）」の前段階である「エトニ(ethnie)」の定義としても用いられる。
2.の「構築論（道具主義）」は、国際政治学・政治学・歴史学（とくにナショナリズム運動史）などの分野で、「Nation」という概念の定義で用いられる。

### ナショナリズムの運動とその結果
1. 19世紀初頭、フランス国民国家の脅威を体験し、社会の産業化・近代化に直面した欧州諸国で、自国の版図内の成員に対し、教育・啓蒙活動を通じて「国民」として組織しようとする動きが始まる（公定ナショナリズム）。この動きは他の地域にも広まっていく。
2. その国・社会において高い独自性を持つ集団の中には、１への同化を拒み、独自の「ナショナリズムの運動」を起こすものが現れる。そのような運動には弾圧をうけて終息するものもある一方、以下のような地位を獲得することに成功するものも現れる。
  1. 「独自の民族」として認定され、所属国の内部で「少数民族としての政治的権利」を獲得する。
  2. 「自前の国家」を獲得し、「国民」となる。

折衷論のスミスは、これらについて、「全てのネイションはエトニを有するが、全てのエトニがネイションとなるわけではなく、ネイションのうち自前の国家を獲得できたものはさらにその一部である」と説明する。

### 「ネイション(国民・民族)」をつくりだす道具
「構築論（道具主義）」の代表的な論者のひとりアンダーソンは、「ネイション」について、「ネイション(国民・民族)というのはイメージとして心に描かれた想像上の共同体だ」と述べ、「想像上の共同体」に欠かせないものとして「ナショナリズムの運動」が作り出す「道具」として、以下のようなものを挙げる。
- 民族(国民)の言語（共通語）
- 民族(国民)の歴史
- 民族(国民)の文化や伝統

「ナショナリズムの運動」のための上記の道具としては、「社会の近代化、産業化」以前からあるエトニの言語・歴史・文化や伝統をそのまま転用できる場合もあれば、ナショナリズムの運動家たちが一部または全部を新たに創造せねばならない場合もある。
その際には、人々に「われわれにはちゃんと独自の民族の言語・歴史・文化や伝統がある」と思わせ、ナショナリズムの運動に動員することに成功するかどうかが重要となる。

## 語源（natio, gens）
元来、nationはラテン語において「生まれ」を意味するnatio（ナティオ）に由来する概念であり、gens（ゲンス）とならんで血統と出自の女神を意味した。家族より大きく氏族よりも狭い、「同じ生まれに帰属する人々」を指す言葉であった。

### 中世における語義
中世にはnatioという言葉はボローニャ大学やパリ大学をはじめとして、同じカレッジの構成員、または学生たちのグループを指した。彼らは同じ地域の出身で、同じ言語を話し、自分たちの慣習法に従うものとされた互助的な自治組織であった。しかしこれらは国家を基準としたものではなく、あくまでもゆるい地理的な基盤によるものであった。たとえば、1383年と1384年には、パリ大学で神学を学んでいたジャン・ジェルソンは二度にわたってフランス人学生団・同郷団（French nation・フランス生まれでフランス語を話す学生たち）の代表に選出された。パリ大学での学生のnatioへの分割はプラハ大学でも踏襲された。1349年の開校以来、ストゥディウム・ゲネラーレ（studium generale）は、ボヘミア、バイエルン、ザクセン（マイセン）、そして、ポーランドのnationに分割されていた。

### 欧州世界における語義の変遷
リーア・グリーンフェルドによれば英語としての nation は以下のような五段階の変化を経てきた。
1. ローマ帝国時代にはnationは同一の地域からやってきた、通常ローマ市民権を持たない異邦人の集団 (a group of foreigners) を指し、主として軽蔑的な含意があった。
2. 中世には大学の成立以後、nationは同郷学生団を指し、彼らが論争を常としたことから、意見を共にする党派 (a community of opinion) をも指すようになった。
3. 続いて、nationが、聖堂参事会 (church council) における党派に適用された結果、その構成員が聖俗の領主などであったことから、エリートの含みを持つようになった。
4. 16世紀初期のイングランドで、nationは主権を有する人民 (a sovereign people) を指すようになった。
5. そうしてその他の国の人々がnationを自らを呼ぶのに用いるようになった後に、nationが指す対象はさらに変わり、一群の特有の人々 (a unique people) の意味になった。

## 「nation」の理論的定義

### ヘルダー、フィヒテの定義
nationを政治的独立を獲得する独特な共同体として考える定義としては、まずヘルダーをあげることができる。ヨハン・ゴットフリート・ヘルダーはnationを一種の
- 特殊な言語と文化を備えた集団

とみなした。19世紀のはじめ、フィヒテはこの考え方を推し進め、一個の独特の言語グループはかならず一個の独立のnationであり、自らの生活を持たねばならず、そしてまたその自らの生活を制御できなければならないと主張した。
- 「そこにひとつの独立の言語を見出すことができるところには、ひとつの独立のnationが存在する。」（フィヒテ）

### スターリンの定義
スターリンによる、1913年の論文『マルクス主義と民族問題』での定義は以下のようなものである。
「Нация（ナーツィヤ）とは、言語、地域、経済生活、および文化の共通性のうちにあらわれる心理状態、の共通性を基礎として生じたところの、歴史的に構成された、人間の堅固な共同体である。……これらすべての特徴が存在する場合に、Нацияが与えられるのである」
しかし、研究者の中にはこれらの客観的特質がnationの定義の十分条件をなすことを、はなはだしい場合には必要条件をなすことすら否定する者もいる（Canovan 1996; Gellner 1983; Hobsbawm 1992; Renan 1994）。

### 現在の定義
ホブズボームの説得力のある指摘によれば、もしも、nationに一個の定義を下さなければならないならばいわゆる客観的な条件はすべて適切な基準ではない。言語を例に挙げて、ホブズボームは資料に訴えている。イタリアが1860年に統一されたとき、正統な標準イタリア語を話せたのは全体の2.5%にすぎなかった。他にも、1789年のフランス革命の勃発時に半分以上のフランス人はフランス語を話せず、南フランス住民の殆どはオック語話者だった。言い換えるならば、いわゆる民族言語というものは、主としてナショナリズムの実践の結果なのであって、ネーションやナショナリズムの原因とみなすことはできないのである。そのうえ、こうしたnationを定義するのに用いられてきた「客観的」基準、言語、エトニ、その他のものも、それ自身が変化しうるものであり、明確な定義も欠いている。
我々はゲルナーにこうした観察に関連した論点を見ることができる。
人間を分類する自然で神与の仕方としてのnation、ずっと遅れてやってきたが生得の政治的運命としてのnation、それは神話である。ナショナリズムは、時に先在している古い文化を取り上げて、それらをnationに変えて行くこともあるし、時にそれらを作り上げることもあるし、しばしば先在文化を完全に破壊することもある。よかれあしかれ、それが現実なのであり、一般的に不可避の現実なのである。

### 主観的な意識による定義
nationの本質は主観的な意識 (subjective consciousness) なのであって、それが政治的、文化的、生物学的なものであるかどうかにかかわらず、客観的に共有される特質にはよらないとする議論もある。
ヒュー・シートン＝ワトソンは「ひとつのグループが相当部分を占め、みずからを一個のnationをなすべきと考えるようになったとき (consider themselves to form a nation)、あるいはかれらがすでに一個のnationをなしているかのように振舞うようになったとき (behave as if they formed one)、たちまちひとつのnationが存在するようになる」と主張する。
エリック・ホブズボームも同様の立場をとる。「最初の作業仮説として、人々の十分に大きな集団があって、その成員が自らを「ネイション」の一員とみなしているのであれば、それをネイションとして取り扱うことにしよう」
またアーネスト・ゲルナーは一方では、まず闘争がはじめにあって、そのあとに、nationがやって来ることができるということを主張し、他方ではまた、ひとつのnationはかならず、互いにひとつのnationに属しているとみなしている人々からなる必要があることを強調する。
nationとは人間の信念と忠誠心と連帯感とによって作り出された人工物なのである。（例えば、ある領域の住人であるとか、ある言語を話す人々であるとかいった）単なる範疇に分けられた人々は、もし彼らが、共有するメンバーシップの故に、互いにある相互的な権利と義務とを持っていると固く認識するならば、その時、nationとなる。ある範疇の人々をnationへと変えていくのは、お互いがそのような仲間であるという認知であって、何であれ、彼らをメンバー以外の人々から区別するような他の共通する属性ではないのである。
実際、こうした現代の研究者がnationの主観的な構築性を指摘するはるか以前に、こうした観点はいまでは古典となっている社会科学の著作のなかに早くから現れていた。社会学の巨匠マックス・ウェーバーは民族体 (nationhood) の間主観的側面を強調し、グループのいわゆる客観的特質は、nationを定義するのには役に立たたず、そのため、nationという概念が、「価値的領域 (sphere of values)」に属していることを発見するに至った。nationという概念は、主として、本質的に、「他のグループを前にしてもつ一種特別の連帯感情」の上に作り上げられている。
ルナンもまた1882年に早くも指摘している。「共同の地理や地域、言語、種族あるいは宗教、そうした条件を持っているということは、少しもnationの存在の十分、あるいは必要条件とみなすことはできない。それに反して、nationは互いに関連した二つの要素をもっている。ひとつは、過去の記憶の豊かな遺産の共有であり、もうひとつは、ともに暮らし、これらの遺産を受け継いでいこうという欲望である。そのため、われわれがnationの本質について認識を深めようと思うのならば、こうした特別な歴史の意識から出てきた連帯感 (solidarity) の探求を進めなければならない。そのため、nationは一種の道徳的形式 (a form of morality) として理解されるべきなのである。

#### ベネディクト・アンダーソンの定義
ベネディクト・アンダーソンの有名な定義がある
- 「nationとはイメージとして想像された政治共同体である――そしてそれは、本来的に限定され、かつ主権的なものとして想像される」

アンダーソンによればnationは一種の人工物であり、一個の「想像された政治的な共同体」である。しかし、このことは、nationが「虚偽の」存在であることを意味しない。採用すべき戦略は、想像の様式、及びこの想像を可能にした制度を用いて、この2つの点でのnationの特殊性を理解することなのである。アンダーソンが挙げている例は「印刷-資本主義 (print-capitalism)」であり、またそれによって出現した、nationを一個の社会学的な共同体へと変えた新しい文学のジャンルであるところの、新聞と小説である。
実際には、しかし、日々顔を付き合わせる原初的な村落より大きいすべての共同体は（そして本当はおそらく、そうした原初的村落ですら）想像されたものである。共同体は、その真偽 (falsity-genuineness) によってではなく、それが想像されるスタイル (the style) によって区別される。

#### クレイグ・キャルホーンの定義
スタイル以外でも、共同体を区別するその他の基準をわれわれは当然見出すことができる。たとえば、その規模の大小や、行政組織の階層化の程度、内部での平等の程度などなどである。nationとナショナリズムを研究する上で主要な目的は、nationにかかわる「想像された」集合的な連帯感の特殊な形式を見出すことである。クレイグ・キャルホーンの提供する以下のリストは、多かれ少なかれひとつの共同体がnationとして想像されるための基礎的条件になりうると思われるものをあげている。
1. 境界線 (boundaries)：地域的なものか、人工的なものか、両者を合わせたものかは問わない。
2. 不可分性 (indivisibility)：ひとつのnationはひとつの統合された単位 (integral unit) であるという主張。
3. 主権 (sovereignty)あるいは主権への希求：他のnationとの間にある種の公式な平等関係が維持され、また通常は一種の自主性と、自給自足性が維持されていることが必要とされる。
4. 合法性 (legitimacy)の「上昇 (ascending)」的あり方：政府は大衆の意志 (popular will) によって支持されている必要があり、最低限でも、「人民 (the people)」あるいは「民族 (the nation)」の利益に符合している必要がある。
5. 集団の事務への大衆の参加 (participation)：nationのメンバーであるという身分を基礎として一定の人々が動員されること（戦争にかぎらず、民間の活動においても）。
6. 成員の身分 (membership) の直接性：すべての個人はnationの緊密な部分として理解され、成員の間にもまた完全な平等が存在すること。
7. 文化 (culture)：言語、共有の信仰、価値、さらに風俗習慣などを含む混合物。
8. 時間的な深さ (temporal depth)：nationは時間的な実在でなければならず、過去と未来の世代を含み、同時にその歴史を持つ。
9. 共通の祖先 (descent) あるいは種族的な特性。
10. 特別な歴史 (history) や、時には、特定の地域との神聖な関係[12]。

注意すべきことは、これらの特徴はナショナルな「修辞」なのであって、通常nationを記述する特徴として主張されるものなのである。実際、われわれは経験的な手段に訴えてnationを定義することはできない。たとえば、主権が達成されているかどうか、内部が分裂しているか、一貫性が維持されているか、あるいははっきりとした境界線を引けるかどうか、ということをいうことはできない。逆に、nationは通例大いにこれらの主張によって構成されているのであり、これらの主張は単に記述的なものではなく、規範的なものでもある。これらの特徴は、ナショナルな感情の基礎を提供するに十分でありうるが、しかし、ひとつとして絶対に必要な特徴というものはない。

#### ケラスの定義
異なるグループに対して、彼らが自分たちがひとつのnationを成す所以を主張するとき、そのことによって実際に、別の種類のグループが事実上建設されるのである。われわれはすべてのこうした主張を仔細に検討し、これらの主張を、その人々を結び付けている一種の信仰として認識する必要がある。ケラスは、以下のような定義を提案している。
一定のグループをなす、みずからを歴史、文化、共同の祖先によって結び付けられた共同体であると感じている人々。nationは「客観的」な特徴を持ち、これらの特徴は、地域、言語、宗教、共同の祖先を含むことができ、また、「主観的」特徴として、特別な (nationality) に対する認識と感情をも含む。

### 主な論者とその所説
佐藤優の「民族とナショナリズム」論
佐藤優は、「世界史上の民族問題とナショナリズムに効率的にアプローチする」ためには、「オーストリア・ハプスブルク帝国を中心とした中東欧」と、「ロシア帝国の民族問題」に「注目すべき」とし、その理由として「まず、民族という概念が根付いたのは中東欧」であり、「ロシア帝国の民族問題」が「民族問題の複雑さを知る上で適切である」とする。そして「ナショナリズムとはそもそも何かを解説」するにあたっては、「これだけは押さえてほしい」と考える「ナショナリズム論」として、ベネディクト・アンダーソン、アーネスト・ゲルナー、アンソニー・D・スミスの三人を挙げる。佐藤はこの三人を「ナショナリズム論の三銃士」、「三人の知的巨人」とも評価する。
「原初主義」と「道具主義」
1. 原初主義

- 民族には言語、血筋、地域、経済生活、宗教、文化的共通性などの根拠となる源が具体的に存在する、という考え方。

1. 道具主義

- 民族はエリートたちによって創られる（国家のエリートの統治目的のために、道具としてナショナリズムが利用される）

ベネディクト・アンダーソンの議論
- アンダーソンは"道具主義"の代表的な論者。
- 「国民」というのはイメージとして心に描かれた想像の共同体。
- 「国民意識」というのは、自分たちは同じ民族だというイメージをみんなが共有することで成り立つ。
- 「同じ民族だ」というイメージの共有ために、「標準語の使用」を強調する。
- 「標準語」は出版資本主義によって作られる。「出版用の言語」が作られ、それが国語や標準語というシステムになってゆく。
- 民族とは想像された政治的共同体（想像上の存在）であり、小説や新聞が大きな役割を果たす。
- 支配者層や指導者層が、上から「国民」を創出しようとするのが公定ナショナリズム。

アーネスト・ゲルナーの議論
- 「道具主義」の代表的な論客のひとり。
- ナショナリズムとは、第一義的には、政治的な単位と民族的な単位とが一致しなければならないと主張する一つの政治的原理である。
- ナショナリズムの思想があってナショナリズムの運動が生じるのではなく、ナショナリズムの運動があってナショナリズムの思想が生じる。
- その結果、「民族」・「国民」と訳されるネイションが生まれてくる。
- 民族が最初にあってナショナリズムが生まれるという原初主義的な通念は誤りで、ナショナリズムという運動から民族が生まれる。
- 民族という感覚は近代とともに生まれてきたという考え方をとる。
- 以下の４点は誤った見方である。

1. ナショナリズムは自明で自己発生的であるという見方。
2. ナショナリズムは観念の産物であり、止むを得ず生まれたものであるため、なくても済むものである（→ナショナリズムは近代特有の現象であるが、同時にそれを消去することはできない）という見方。
3. マルクス主義者は、労働者階級に「目覚めよ」とメッセージを送ったが、民族に届いてしまったことについて「宛先が間違った」と弁解している件。
4. ナショナリズムは、先祖の血や土地から「暗い力」が再び現れたものだという見方。

- ナショナリズムを近代特有の現象と考える理由

1. 産業社会でなければ人々の文化的同質性が生まれない。
2. 産業社会になると、人々は身分制から解放され、移動の自由を獲得するので社会に流動性が生まれる。
3. 流動化した社会では見知らぬ者どうしがコミュニケーションをする必要がでてくる。そのためには普遍的な読み書き能力や計算能力といったスキルを身につけることが必須となる。そういった教育を与える主体は国家しかない。
4. 一定の教育を広範囲に実行するには国家が必要。国家は社会の産業化とともに教育制度を整え、領域内の言語も標準化する。このような条件があって、広範囲の人々が文化的な同質性を感じることができる。

- 産業化によって流動化した人々の中に生まれてくる同質性がナショナリズムの苗床となる。

アンソニー・D・スミスの議論
- スミスは、近代的ネイションを形成する「何か」があると考える。
- この「何か」をあらわす概念が、古典ギリシア語の「エトノス」もしくは現代フランス語の「エトニ」である。
- 「エトニ」とは、「共通の祖先・歴史・文化をもち、ある特定の領域との結びつきをもち、内部での連帯感をもつ、名前を持った人間集団である」と定義される。
- 近代的なネイションは、必ずエトニを持っている。（エトニが存在しないところに、人為的に民族を形成することはできない。
- しかし、エトニを持つ集団が必ずネイションを形成するわけではない。そのごく一部がネイションの形態をとるのであり、ネイションが自前の国家を持つことができる場合はさらに限られる。
- エトニという概念が、歴史と結びつくことによって、政治的な力が生まれる。この政治的な力によって、エトニは民族に転換する。
- この場合の「歴史」は、実証性が担保されている必要（史料にもとづいた客観的な歴史記述である必要）はない。
- 民族の形成には、人々の感情に訴える、詩的で、道徳的で、共同体の統合に役立つ物語としての歴史が不可欠。
- ネイションにはエトニという「歴史的根拠」が不可欠。